# Francisco Hernández de Córdoba
Francisco Hernández de Córdova (?? - 1517) foi um conquistador espanhol, protagonista da acidentada expedição que dirigiu em 1517, durante a qual se descobriu a costa setentrional da península de Yucatã e se travou o primeiro contato com a Civilização Maia da orla marinha.
Com o retorno desta expedição para Cuba, levou-se a primeira impressão sobre esta avançada civilização, com casas de cal e cantos e seus estranhos (ou diabólicos) costumes, forjando certa similaridade com as civilizações árabes islâmicas, tradicionais inimigas dos ibéricos desde as Cruzadas.
A esta predisposição beligerante se acrescentou a constatação da existência de ouro no Iucatã, e amalgamou a ideia propulsora das futuras expedições, primeiro em 1518 sob o comando de Juan de Grijalva, e logo depois, em 1519, sob Hernán Cortés, que finalmente terminou por conquistar e depois colonizar a Meso-América.
Entretanto Hernández não viveu a continuidade de sua obra, primeiro sofrendo moralmente por ter sido preterido por Diego Velázquez de Cuéllar que escolheu Grijalva como o capitão da expedição seguinte, e logo depois morreu, no mesmo ano de 1517, em decorrência das feridas causadas nos primeiros combates com os maias e em consequência das péssimas condições da sua viagem de retorno.
Toda a aventura foi detalhadamente registrada por Bernal Diaz de Castilho em sua obra História Verdadeira da Conquista da Nova Espanha na qual registra a Conquista do Iucatã.
É nesta obra que se reúne todo o conhecimento sobre Hernández, sabendo-se apenas que em 1517 residia na ilha de Cuba onde era rico fazendeiro, possuindo em suas terras um povoado de índios. Daí perceber-se que detinha riqueza e relacionamentos suficientes para financiar e comandar a expedição que lhe daria a um só tempo a imortalidade e a morte.